# Povodně ve střední Evropě 2024
Povodně ve střední Evropě začaly v pátek 13. září 2024, kdy se zvedly hladiny některých řek (například Labe v České republice) v důsledku dlouhotrvajícího deště. V alpských zemích pak tlaková níže Boris, hlavní příčina povodní, způsobila silné sněžení, které si vyžádalo (k pátku 13. září) 1 oběť. Nejhůře zasažena byla Česká republika. Sousední země jako Slovensko, Polsko nebo Rakousko byly postiženy zejména poblíž hranic s Českou republikou, v Německu se komplikace očekávaly podél Labe se zpožděním několika dnů.
Do 19. září bylo potvrzeno celkem 24 obětí, evakuovány byly desítky tisíc obyvatel.

## Průběh povodní

### Slovensko
Na Slovensku povodeň postihla především západ a severozápad země. Již od čtvrtka 12. září byla vyhlášena výstraha 3. stupně pro silný déšť v okresech Malacky, Myjava, Senica a Skalica, v mnoha dalších (zejména na Kysucích, Pováží a v Podunajské nížině) byla vyhlášena výstraha 1., resp. 2. stupně. Nejvíce srážek spadlo na Záhoří, v okolí Bratislavy a na Kopanicích, průměrně kolem 215 mm, v obci Pernek ležící na severním úpatí Malých Karpat napršelo od čtvrtka 12. září do pondělí 16. září 386 mm (pro porovnání, v Česku by se jednalo o 7. až 8. největší úhrn srážek na meteorologické stanici, porovnatelný s úhrnem srážek na Luční boudě). Původní předpověď varovala před povodní na řece Moravě a přítocích, později se vlivem nepříznivého počasí v Rakousku výstraha rozšířila i na řeku Dunaj.
Počátek povodní lze datovat do 13. září, kdy došlo k výraznému zesílení průtoku mnoha potoků tekoucích z Malých Karpat, první tok, Blatina tekoucí přes město Pezinok krátce překročil 1. povodňový stupeň již 13. září podvečer. Situace byla relativně stabilní až do překročení 1. povodňového stupně na řece Moravě 14. září 2024 odpoledne (na stanici Moravský Svätý Ján), kdy začala hladina rychle růst. Situace se výrazně zhoršila v noci ze 14. na 15. září, kdy došlo k vylití řek Myjava a Teplica a dalších přítoků Moravy tekoucích z Malých Karpat. Došlo k zaplavení mnoha obcí ležících i dále od řeky Morava, včetně měst Myjava a Stupava, kde dokonce hrozila celoplošná evakuace města.
V noci ze 14. na 15. září se však situace nečekaně zhoršila i na Kysucích. Původní předpověď počasí ze středy 11. září počítala s extrémním úhrnem srážek v Beskydech, ale jen na severní straně, ležící na území Česka. Pozdější předpovědi počítaly s průměrnými, či mírně nadprůměrnými srážkami, kde mělo dojít pouze k 1., maximálně 2. povodňovému stupni na řece Kysuca. Situace se však zhoršila v sobotu 14. září pozdě večer, kdy Kysuca začala prudce růst – v Turzovce vystoupala řeka během osmi hodin ze 103 na 321 cm (3. povodňový stupeň řeka dosáhla již při 180 cm), poté však začala prudce klesat. V Čadci řeka kulminovala při výšce 396 cm (normální hladina je okolo 10 cm) a vytopila mj. i městské koupaliště, fotbalové hřiště, průmyslovou zónu a části města Horelica a Milošová.
V Bratislavě dosáhl Dunaj třetího povodňového stupně v pondělí 16. září dopoledne, řada obyvatel zejména části Devínská Nová Ves musela být evakuována.

### Polsko

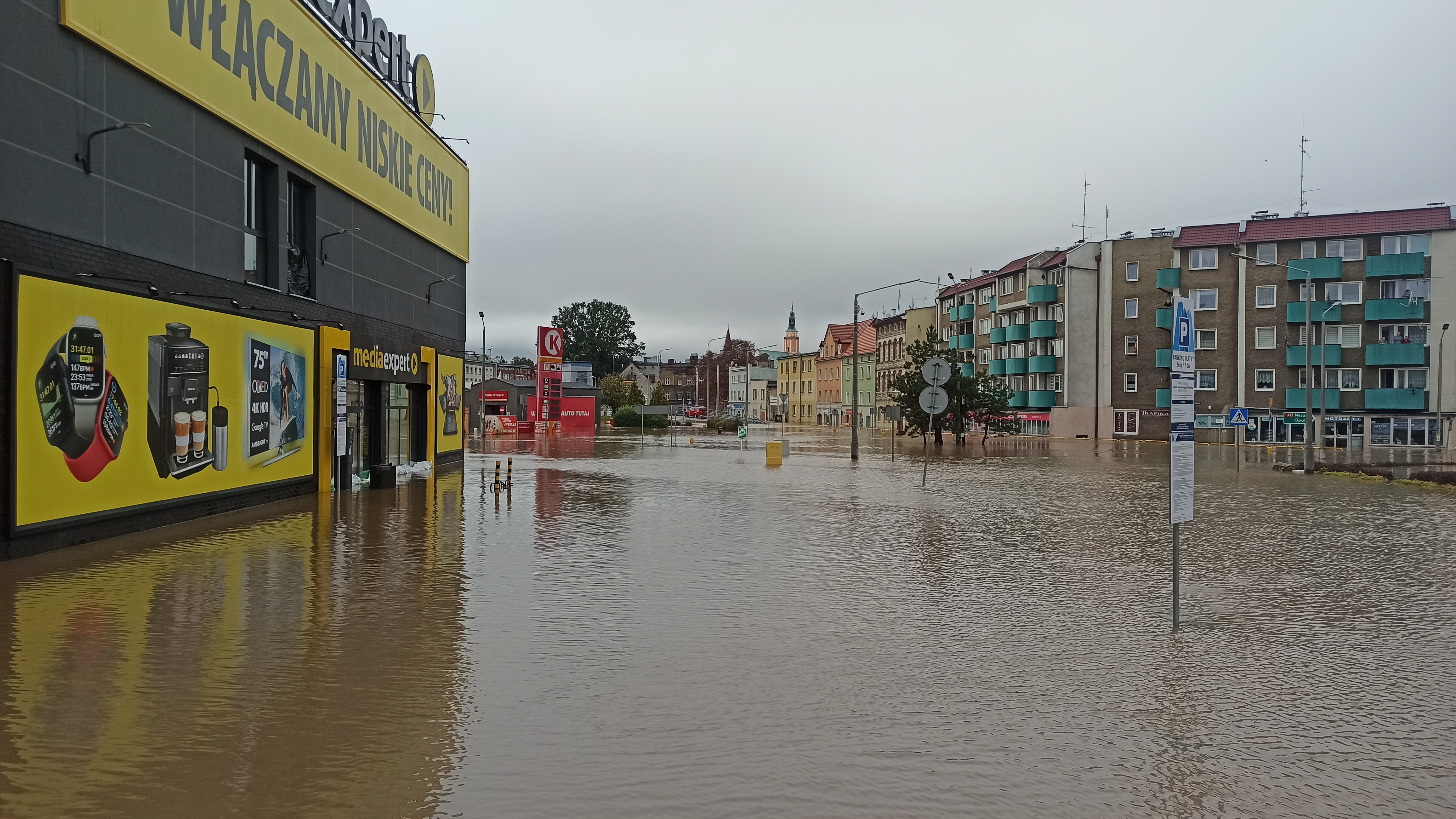
Povodeň v Prudníku

V Polsku byla zaplavena města Hlucholazy v Opolském vojvodství, Kladsko v Dolnoslezském vojvodství, Prudník v Opolském a Nisa v Opolském. Situaci kromě silných dešťů a zvýšených hladin toků na české straně zhoršilo protržení přehrady ve městě Stronie Śląskie jihovýchodně od Kladska. K dalšímu protržení protipovodňové nádrže došlo 16. září na Kladské Nise. Na povodňovou vlnu se připravovala i lidnatá města Vratislav, kde se kulminace předpokládala 18. září, nebo Opolí.

### Rakousko
V Rakousku byl zasažen region Dolní Rakousy, kde byla situace nejvážnější v okolí řek Kamp a Kremž (Krems) a kde při zásahu zemřel jeden hasič. Na řece Dyje (Thaya) byla překročena hranice stoleté vody, komplikace povodně způsobily i v hlavním městě Vídni na řece Vídeňce, kde byla zasažena čtvrť Penzing. K omezením došlo na řadě silnic a dálnic, v železniční dopravě nebo ve vídeňském metru. 16. září bylo od okolí odříznuto město Lilienfeld a úřady potvrdily další dvě oběti. Zatímco severovýchod země se potýkal s vydatným deštěm, v některých horských oblastech napadl až metr sněhu.

### Rumunsko
Rumunsko bylo k 17. září nejpostiženější zemí co do počtu obětí, kvůli povodním zde zemřelo již sedm lidí. V některých oblastech východního Rumunska napršelo za dvanáct hodin až 170 milimetrů srážek, což bývá úhrn za několik měsíců.

### Německo
V Německu se komplikace kvůli povodním v České republice očekávaly se zpožděním několika dnů zejména na Labi ve spolkové zemi Sasko. V neděli 15. září byl překročen druhý povodňový stupeň v Schöně, první stupeň v Drážďanech.
Následky povodní v Drážďanech mohly výrazně zhoršit zřícení mostu Carolabrücke, ke kterému došlo 11. září. Kvůli této události se saští zástupci obrátili na českou stranu s žádostí o snížení průtoku na Labi, což bylo vzhledem k nepříznivé předpovědi počasí odmítnuto. Pod časovým tlakem pak došlo k demolici zbytku mostu.
Na možné problémy spojené s povodněmi se připravovalo i bavorské město Pasov, ležící na soutoku řek Dunaj, Inn a Ilz.

### Maďarsko
V Maďarsku se povodně očekávaly se zpožděním, hlavní město Budapešť mělo být zasaženo od 17. září.